# Ceratocaryum fistulosum
Ceratocaryum fistulosum är en gräsväxtart som beskrevs av Maxwell Tylden Masters. Ceratocaryum fistulosum ingår i släktet Ceratocaryum och familjen Restionaceae. Inga underarter finns listade i Catalogue of Life.